# Département Pyrénées-Atlantiques
Das Département des Pyrénées-Atlantiques anhörenⓘ [pirene(z)atlɑ̃ˈtik] (baskisch Pirinio Atlantikoak, bis 1969 Basses-Pyrénées; deutsch Atlantische Pyrenäen) ist das französische Département mit der Ordnungsnummer 64. Es liegt im äußersten Südwesten des Landes in der Region Nouvelle-Aquitaine und ist nach den Pyrenäen und dem Atlantischen Ozean benannt.

## Geographie
Das Département liegt im Süden der Region Nouvelle-Aquitaine an der Grenze zu Spanien. Es grenzt im Norden an das Département Landes, im Nordosten an das Département Gers und im Osten an das Département Hautes-Pyrénées, beide in der Region Okzitanien, im Süden an die spanische Autonome Gemeinschaft Aragonien, im Südwesten an die spanische Autonome Gemeinschaft Navarra und im Westen an den Golf von Biskaya sowie an das spanische Baskenland und ist selbst das französische Baskenland.
Das Département zieht sich im Süden in die Gebirgskette der Pyrenäen, höchste Erhebung ist mit 2974 m der Pic Palas an der Grenze zum Département Hautes-Pyrénées und zu Aragonien.
Bedeutendste Flüsse sind der Gave d’Oloron und der Gave de Pau, die beide als Hauptwasserläufe aus den Pyrenäen in nordwestlicher Richtung verlaufen, sich kurz hinter der Grenze zum Département Landes zum Gaves Réunis vereinigen, eher dieser auf der Grenze der beiden Départements in den Adour einmündet. Der Adour bildet die Départementsgrenze bis Bayonne und mündet schließlich zwischen Tarnos und Anglet in den Atlantik.
Der äußerste Süden des Départements ist als Nationalpark Pyrenäen geschützt.

## Wappen
Beschreibung: Im gevierten Schild ist im Feld 1 in Rot die goldene Navarrakette, im Feld 2 in Gold zwei blaugehörnte rote Stiere mit blauer Glocke am ebenso gefärbten Halsband, das dritte Feld ist in Gold und Blau gespalten und zeigt einmal einen roten Löwen ein langen gleichgefärbten Stab in der rechten Pranke haltend und zum anderen eine goldene Lilie, im unteren rechten Feld in Rot ein goldener Löwe.

## Geschichte
Das Département wurde während der Französischen Revolution am 4. März 1790 aus den historischen Provinzen Béarn, Labourd, Soule und dem zu Frankreich gehörenden Teil des Königreiches Navarra (Nieder-Navarra, frz. Basse-Navarre) gebildet. Während das Béarn dem historischen Sprachgebiet des Gascognischen zuzuordnen ist, gehören die übrigen drei historischen Territorien zum Sprachgebiet des Baskischen und bilden das französische Baskenland. Es wurde damals der Einwand erhoben, dass die Zusammenlegung von Gebieten, in denen zwei völlig verschiedene Sprachen gesprochen werden, zu einem Département nicht sinnvoll sei. Dem wurde aber keine weitere Beachtung geschenkt, da in amtlicher Funktion ohnehin nur das Französische verwendet werden sollte.
Das neu gegründete Département erhielt den Namen Basses-Pyrénées. Es gliederte sich in sechs Distrikte (frz. district), Vorläufern der Arrondissements. Die Distrikte waren Mauléon, Oloron, Orthez, Pau, Saint-Palais und Ustaritz. Die Distrikte gliederten sich in Kantone. Das Département hatte damals ca. 310.000 (?) Einwohner. Hauptstadt war zunächst Navarrenx, ab 1790 Pau, ab 1795 Saint-Palais und schließlich ab 1796 wieder Pau.
Die Arrondissements Bayonne, Mauléon, Oloron, Orthez und Pau wurden am 17. Februar 1800 eingerichtet. Am 10. September 1926 wurden die Arrondissements Mauléon (zu Bayonne und Oloron) und Orthez (zu Oloron und Pau) aufgelöst. 
Im Zweiten Weltkrieg war das Département nach dem Waffenstillstand von Compiègne (1940) während der ersten Jahre der deutschen Besetzung Frankreichs von der für Menschen und Waren nur mit Genehmigung passierbaren Demarkationslinie zwischen der besetzten und der „freien“ Zone durchtrennt.
Von 1960 bis 2015 gehörte das Département der Region Aquitanien an, die 2016 in der Region Nouvelle Aquitaine aufging. Am 10. Oktober 1969 erhielt es seinen heutigen Namen.
In den vergangenen Jahrzehnten wurde von Seiten national-baskischer Gruppierungen eine Teilung des Départements Pyrénées-Atlantiques und die Schaffung eines eigenen Départements für das französische Baskenland gefordert. Vor den Wahlen von 1981 gehörte die Verwirklichung dieser Forderung zu den Wahlversprechen der Sozialistischen Partei von François Mitterrand. Nach den Wahlen wurde es nicht verwirklicht, da man in einer territorialen Neugliederung nach ethnischen Kriterien eine Gefahr für die Einheit der Republik sah.

## Städte
Die bevölkerungsreichsten Gemeinden des Départements Pyrénées-Atlantiques sind:
| Stadt                                       | Einwohner (2022) | Arrondissement      |
| ------------------------------------------- | ---------------- | ------------------- |
| Pau                                         | 78.620           | Pau                 |
| Bayonne (bask. Baiona)                      | 53.312           | Bayonne             |
| Anglet (bask. Angelu)                       | 42.288           | Bayonne             |
| Biarritz (bask. Miarritze)                  | 25.810           | Bayonne             |
| Hendaye (bask. Hendaia)                     | 18.074           | Bayonne             |
| Saint-Jean-de-Luz (bask. Donibane Lohitzun) | 14.690           | Bayonne             |
| Lons                                        | 13.708           | Pau                 |
| Billère                                     | 14.037           | Pau                 |
| Oloron-Sainte-Marie                         | 10.658           | Oloron-Sainte-Marie |
| Orthez                                      | 10.836           | Pau                 |

## Verwaltungsgliederung
Das Département Pyrénées-Atlantiques gliedert sich in 3 Arrondissements, 27 Kantone und 546 Gemeinden:
| Arrondissement                   | Kantone | Gemeinden | Einwohner 1. Januar 2022 | Fläche km² | Dichte Einw./km² | Code INSEE |
| -------------------------------- | ------- | --------- | ------------------------ | ---------- | ---------------- | ---------- |
| Bayonne                          | 12      | 122       | 313.188                  | 2.267,70   | 138              | 641        |
| Oloron-Sainte-Marie              | 5       | 155       | 71.846                   | 2.828,15   | 25               | 642        |
| Pau                              | 13      | 268       | 314.439                  | 2.548,91   | 123              | 643        |
| Département Pyrénées-Atlantiques | 27      | 545       | 699.473                  | 7.644,76   | 91               | 64         |

Siehe auch:

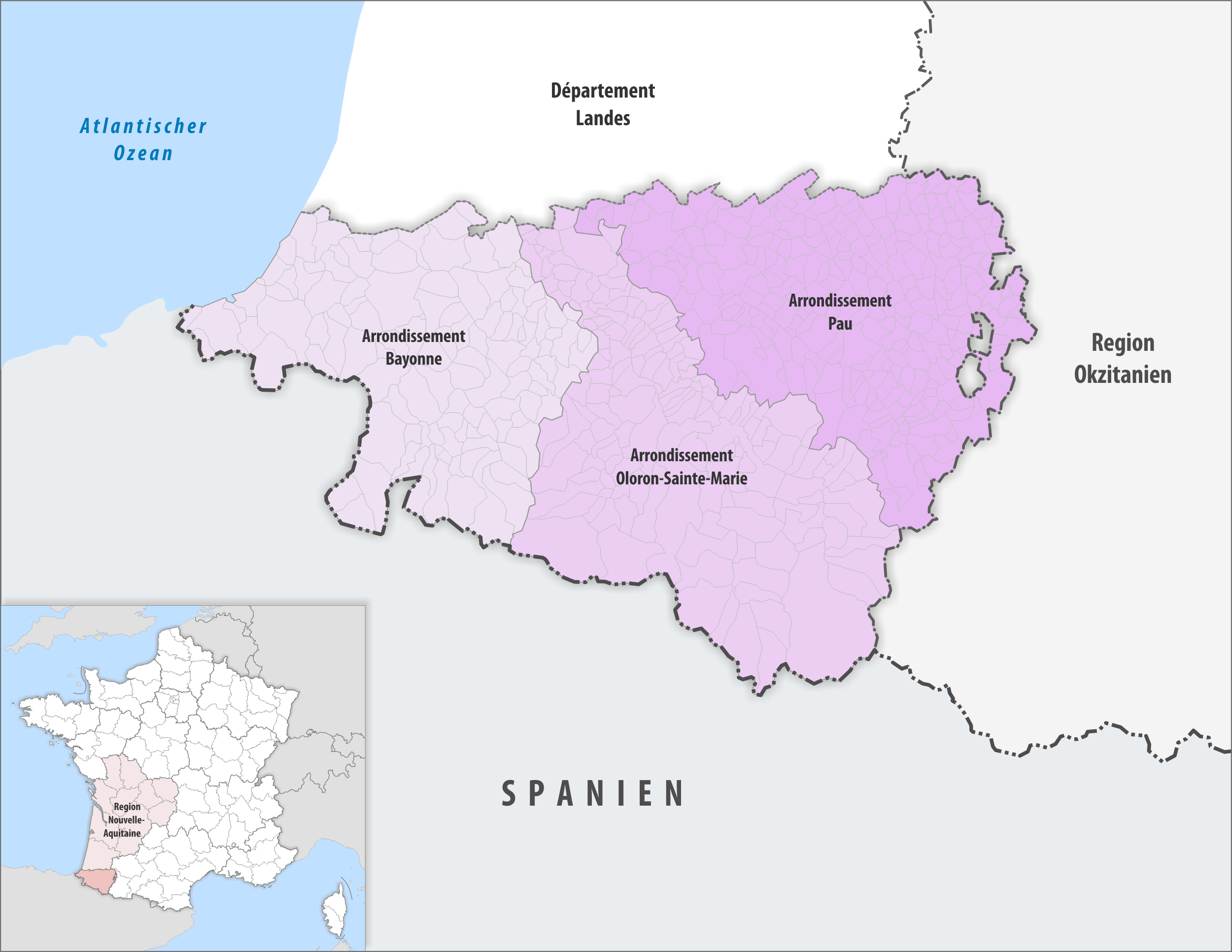
Gemeinden und Arrondissemente im Département Pyrénées-Atlantiques

- Liste der Gemeinden im Département Pyrénées-Atlantiques
- Liste der Kantone im Département Pyrénées-Atlantiques
- Liste der Gemeindeverbände im Département Pyrénées-Atlantiques

## Verkehr
Das Eisenbahnnetz hatte ursprünglich eine Länge von 750 km. Es gab viele verschiedene Neben- und Straßenbahnen. Heutzutage sind von diesem umfangreichen Netz nur wenige Strecken übrig geblieben.

## Klima
Das Département verfügt über keine meteorologische Station in Küstennähe.
| maritime Klimadaten            | J  | F  | M  | A  | M  | J  | J  | A  | S  | O  | N  | D  |
| ------------------------------ | -- | -- | -- | -- | -- | -- | -- | -- | -- | -- | -- | -- |
| Wassertemperatur in Küstennähe | 13 | 12 | 12 | 13 | 15 | 19 | 20 | 21 | 21 | 18 | 16 | 14 |